# Alzate Brianza
Alzate Brianza (Alzate fino al 1864, AFI: /alˈd͡zaːte/, per poi divenire Alzate con Verzago fino al 1919; Alzaa in dialetto brianzolo, AFI: /alˈtsaː/) è un comune italiano di 4 831 abitanti della provincia di Como in Lombardia. Nella località Verzago è presente l'Aeroporto di Alzate Brianza.

## Origini del nome
Essa deriva il suo nome dal toponimo personale latino "alcius" o "altius", con l'aggiunta del suffisso -ate, come si desume da una citazione in un documento del X secolo in cui veniva chiamata "Alzae".

## Storia
La presenza dei romani fu accertata in seguito ad alcuni scavi che hanno portato alla scoperta di due lapidi dedicate alla dea Minerva, alla quale era dedicato un tempio e una necropoli, che ci ha lasciato monete databili dal III al I secolo a.C.
Alzate si lega alla vicina Cantù per quanto riguarda le vicende storiche, e la vedono, nel XII secolo, alleata con Milano contro Como, nel contesto delle dispute che sfociarono nella Guerra decennale. Successivamente, durante lo scontro tra i Visconti e i Torriani per il predominio sul capoluogo lombardo, si schierò dalla parte dei ghibellini ed entrò a far parte della signoria degli Sforza. Gli "Statuti delle acque e delle strade del contado di Milano fatti nel 1346" riportano el locho da Alzà tra le località della pella pieve di Galliano incaricate della manutenzione della "strata da Niguarda". Circa alla metà del XV secolo, divenne feudo della potente famiglia dei Pietrasanta.
Riguardo alla storia delle località di Fabbrica Durini e Verzago, la prima, attestata nel 936, ebbe un significativo sviluppo quando nel 1600 fu concessa in feudo ai conti Casati e in seguito ai Durini, da cui prese inoltre il nome; fece parte della parrocchia di Anzano fino al 1906, per poi essere annessa ad Alzate Brianza nel 1929. Attestata nel 1023, Verzago fu invece un feudo prima del vescovo di Milano e poi della famiglia Giovio, prima di formare un unico comune con Alzate a partire dal 1864.

### Simboli
Lo stemma e il gonfalone sono stati concessi con decreto del presidente della Repubblica del 3 aprile 1960.
Il gonfalone è un drappo di azzurro.
Il tempietto con quattro colonne nello stemma fa riferimento alla probabile presenza di un edificio di culto dedicato alla dea Minerva, che doveva sorgeva nella parte del paese attualmente occupata dalla parrocchiale. Le due spighe ricordano l'aspetto prevalentemente agricolo del paese. La campagna di verde sulla quale è fondato il tempio, evidenzia il termine Brianza, presente nel toponimo del Comune, la cui origine celtica significa "altura".

## Monumenti e luoghi d'interesse

### Architetture religiose

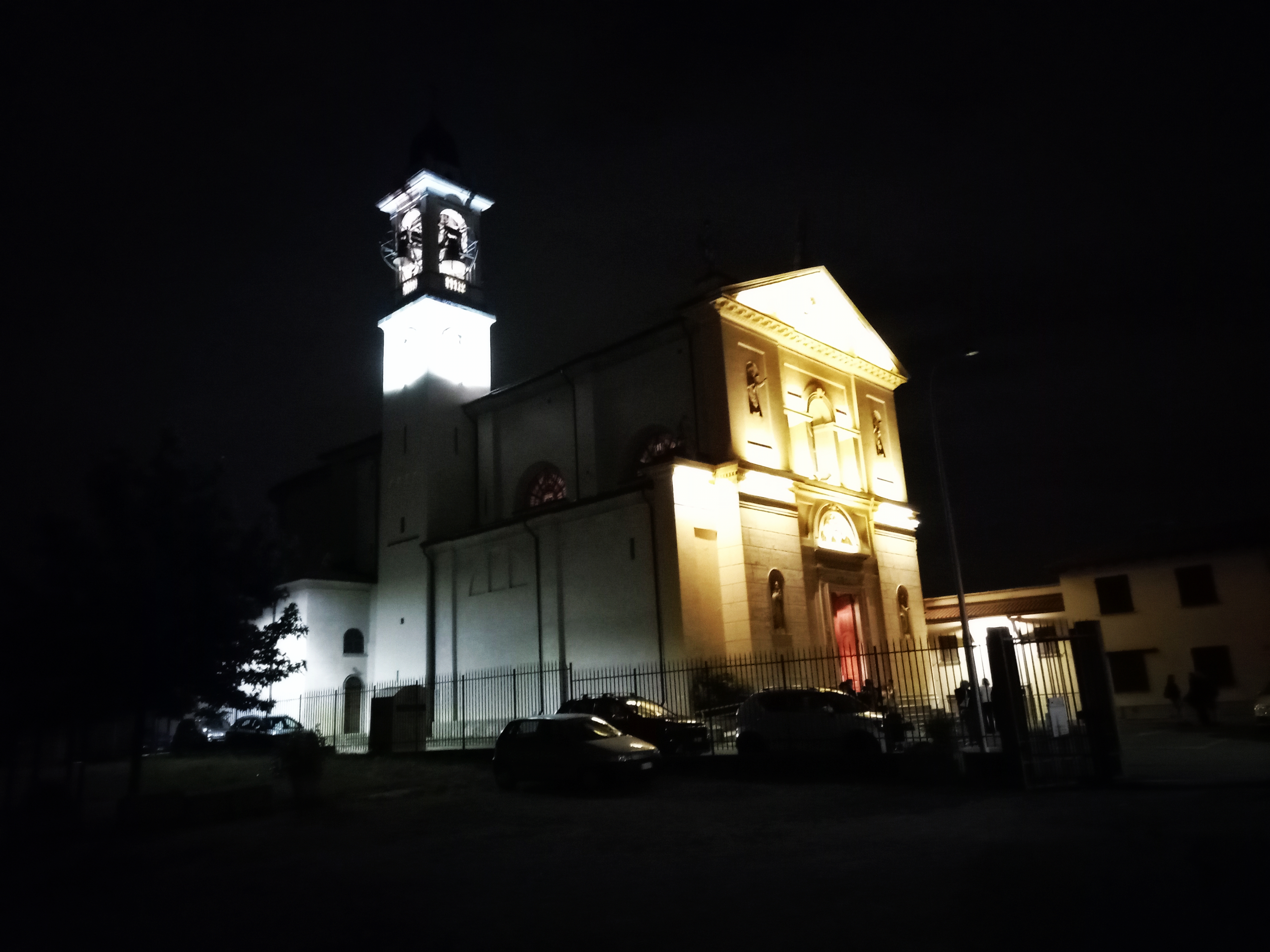
Chiesa dei Santi Pietro e Paolo
La chiesa, già citata nel Liber Notitiae Sanctorum Mediolani, fu probabilmente eretta sul luogo ove si trovava un tempio dedicato a Minerva Orobiade. In origine, la chiesa copriva le dimensioni dell'attuale altar maggiore e dell'odierna cappella della Beata Vergine Assunta. Nel corso del tempo si susseguirono importanti interventi d'ampliamento, tra cui una ricostruzione all'inizio del Cinquecento. Le ristrutturazioni del 1846, curate da Giacomo Moraglia, portarono la chiesa alle dimensioni attuali. I lavori si conclusero nell'anno 1900, anche se per la riconsacrazione dell'edificio bisognò aspettare il 1913. Internamente, la navata ospita affreschi di Giuseppe Carsana (1877), tra i quali una raffigurazione di San Pietro che cura un paralitico e otto medaglioni che ritraggono, oltre ai quattro principali dottori della Chiesa, Mosè, Aronne, Davide e Salomone.

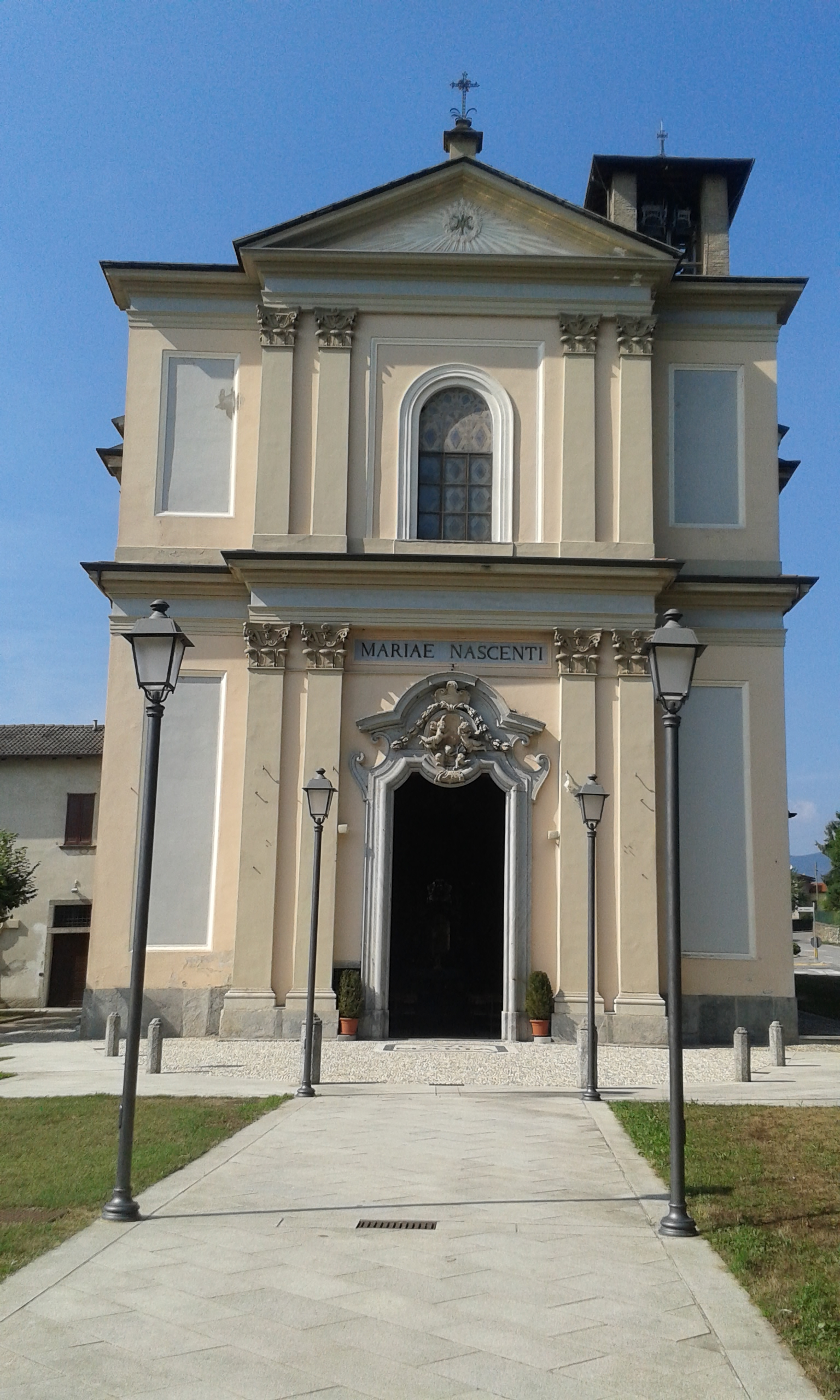
Santuario della Madonna di Rogoredo
Nato probabilmente come cappella per i viaggiatori che percorrevano la valle del torrente Terrò, il santuario della Madonna di Rogoredo, il cui nome deriva all'originaria vicinanza di alcune rogore (ossia querce) è un edificio settecentesco che conserva un ciclo di affreschi del 1533, tra cui una Madonna con Bambino molto simile a dipinto situato all'interno del santuario della Madonna dei Miracoli di Cantù.
Chiesa di san Giorgio
In origine la chiesa di San Giorgio era provvista di due absidi con due altari, rispettivamente dedicati ai santi Stefano e Giorgio, dei quali il secondo fu rimosso nel 1570 per ordine dell'allora arcivescovo Carlo Borromeo. Al suo interno, la chiesa conserva un gruppo di affreschi risalenti al XV-XVI secolo, e attribuiti a Marco d'Oggiono. Il ciclo conservato nella cappella della Vergine Immacolata, datato 1531, riporta alcune scene evangeliche: L'Adorazione dei Magi, La Fuga in Egitto, La Presentazione di Maria al Tempio, La Presentazione di Gesù al Tempio e L'Ultima Cena. Gli otto spicchi della volta della cappella, divisi da costoloni a grottesche, ospitano gli affreschi degli Evangelisti e di alcuni dottori della Chiesa, in un cattivo stato di conservazione così come i busti di un vescovo (probabilmente sant'Ambrogio), di Mosè, di Davide e di un re biblico dipinti tra due stemmi sull’intradosso dell’arco d’entrata. In origine, la cappella del lato sinistro costituiva una cappella gentilizia dei signori del complesso che oggi è noto come villa Baragiola.

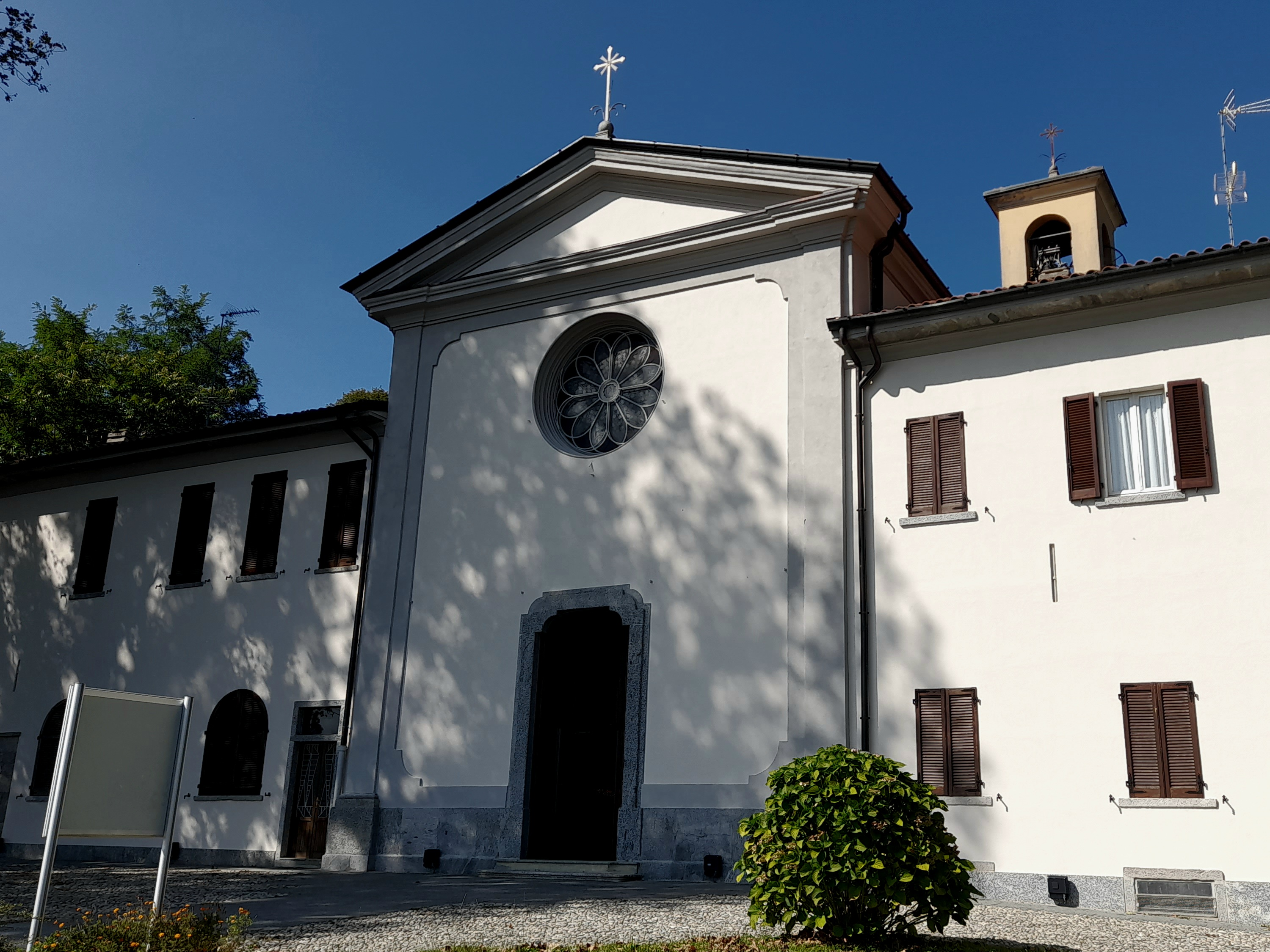
Chiesa di Sant'Andrea

Altro
- Chiesa di Sant'Andrea[20], costruita verso la fine del Settecento su un precedente oratorio[21], e cappella della Madonna[22], entrambe situate al'interno del complesso di villa Durini[23].
- Oratorio di San Vittore a Verzago (XIX secolo), situato all'interno di villa Giovio. L'oratorio conserva una pala d'altare settecentesca di autore ignoto[24].

### Architetture civili
Nel centro storico domina una torre quadrata di origine medievale, comprensiva di frammenti di lapidi e sculture romane e dotata di una meridiana.
Degne di nota sono numerose dimore fatte costruire dalle famiglie patrizie che si alternarono alla guida del paese.
- Villa Odescalchi, edificata in stile barocco[8][19] agli inizi del XVII secolo dall'omonima famiglia, divenne abitazione di papa Innocenzo XI[25].
- Villa Baragiola, contigua a villa Odescalchi,[8][19] costruita sulla base di un castello medievale[26] a torre, attorno al quale si sviluppò un piccolo villaggio[27]. La torre, che oggi si affaccia su piazza Fiume, è databile tra il Mille e il Duecento[19].
- Villa Durini[23], edificata nel XVII secolo dai Casati, incorpora una torre di origine medievale[28].
- Villa Giovio, situata a Verzago[29], vede le sue origini nel XV Secolo come feudo dei Pietrasanta e in seguito residenza dei Dugnani[30]. Il passaggio di proprietà di Verzago dai Dugnani ai Giovio risale al 1636, l'unione delle due famiglie era infatti avvenuta con le nozze tra Ottavio Giovio e Ippolita Dugnani tenutosi proprio a Verzago nel 1569 con un fastoso banchetto minuziosamente descritto in una lettera di Luigi Raimondi a Paolo Giovio il Giovane[30]. Il conte Giovanni Battista Giovio (1748-1814), uno dei più illustri esponenti della dinastia Giovio, dedicò molte energie ed ingenti capitali per il riassetto dei possedimenti e delle ville di famiglia. Per la villa di Verzago riorganizzò l'intera struttura conglomerando vari edifici in un solo palazzo e ridisegnò i giardini; pose per questi lavori particolare cura, la predilezione per la villa di Verzago, infatti, traspare da alcune sue lettere: "le foreste in generale piacquero sempre all'animo mio, onde sì lieto dimoro a Verzago, che tanto è boscoso alle spalle"[31]. È proprio qui, pare, che nacque l'amicizia tra il conte e Ugo Foscolo. Tra Giovanni Battista e Foscolo si aprì una confidenza reciproca che ci viene trasmessa dagli epistolari (più di sessanta lettere); da questo carteggio si scopre che molte volte il Foscolo soggiornò a Verzago[32]. La sera del 17 maggio 1814 Giovanni Battista Giovio morì. È sepolto nella cappella di villa Giovio a Verzago, come da volontà testamentarie, nel sepolcro da lui stesso predisposto. La villa Giovio di Verzago rimase proprietà dei conti Giovio fino al XIX secolo. La contessa Maria De Szeth Giovio, ultima discendente diretta della nobile famiglia, si spense nel 1927.
- Villa del Soldo (secoli XVIII-XIX[8]), il cui ingresso è formalmente a Orsenigo ma la cui portineria si trova ad Alzate Brianza[33]

Lungo la strada statale Briantea si trova inoltre la sede della Cassa Rurale e Artigiana dell'Alta Brianza, realizzata tra il 1978 e il 1983 secondo un progetto che vide la partecipazione di Adolfo Natalini.

## Geografia antropica
Frazioni
Fabbrica Durini
Località
Verzago, Mirovano, Carbusate

## Società

### Evoluzione demografica
- 520 nel 1751
- 1 498 nel 1771 dopo l'annessione di Verzago
- 799 nel 1799
- 1 092 nel 1805
- 1 435 nel 1809 dopo l'annessione temporanea di Orsenigo
- 1 350 nel 1853
- 1 365 nel 1861
- 1 543 nel 1881
- 1 524 nel 1901
- 1 528 nel 1921
- 2 149 nel 1931 dopo l'annessione di Fabbrica Durini

Al 31 dicembre 2010 la popolazione di Alzate Brianza era di 5 019 abitanti, posizionando il comune al 30º posto per abitanti nella provincia.
Abitanti censiti

### Etnie e minoranze straniere
Alzate Brianza è un comune che possiede una percentuale di stranieri presenti più bassa di quella del resto della provincia (4,1%, a fronte di una media provinciale del 7,9% e regionale del 10,7%). Al 31 dicembre 2011 risiedevano in totale 207 cittadini stranieri appartenenti alle seguenti nazioni:
1. Marocco, 51 - 24,6%
2. Romania, 35 - 16,9%
3. Tunisia, 21 - 10,1%

## Cultura

### Scuole
Nel comune hanno sede una scuola elementare e una scuola media.

### Eventi
La fiera secolare della Madonna di Rogoredo è una manifestazione di carattere fieristico legata alla zootecnia che si svolge nel comune con cadenza annuale, in concomitanza con la festa religiosa della natività della Beata Vergine Maria, l'8 settembre e si svolge lungo le vie circostanti il santuario omonimo. La fiera è organizzata dall'amministrazione comunale di Alzate Brianza con la collaborazione di un comitato di volontari.

## Infrastrutture e trasporti

### Strade
Il territorio è attraversato dalla Strada statale 342 Briantea, che collega Como a Bergamo, dalla Strada provinciale 38, che collega Cantù ad Orsenigo, dalla Strada provinciale 39, che collega Figino Serenza ad Alzate e dalla Strada provinciale 40, che collega Arosio e Canzo passando per il territorio del comune, precisamente nella frazione di Fabbrica Durini e nella località Mirovano.

### Ferrovie
Il comune è servito dalla stazione di Brenna-Alzate, posta sulla linea Como - Lecco, gestita da Trenord.

### Aeroporti
In territorio comunale, presso la frazione di Verzago, è situato l'aeroporto di Alzate Brianza per velivoli leggeri non aperto al traffico di linea.

### Mobilità urbana
I trasporti interurbani di Alzate Brianza vengono svolti con autoservizi di linea gestiti da ASF Autolinee.

## Amministrazione
| Periodo        | Periodo        | Primo cittadino  | Partito                         | Carica  | Note |
| -------------- | -------------- | ---------------- | ------------------------------- | ------- | ---- |
| 14 giugno 2004 | 7 giugno 2009  | Paolo Frigerio   | Lista civica                    | Sindaco |      |
| 8 giugno 2009  | 27 maggio 2019 | Massimo Gherbesi | Lista civica Insieme per Alzate | Sindaco |      |
| 27 maggio 2019 | in carica      | Mario Anastasia  | Lista civica Insieme per Alzate | Sindaco |      |